# Кэри, Элизабет
Элизабет Кэ́ри, виконтесса Фо́лкленд (англ. Elizabeth Cary, Viscountess Falkland, в девичестве Танфилд (англ. Tanfield); 1585 (или 1586), Барфордский монастырь, Оксфордшир — 19 октября 1639, Лондон) — британская писательница, драматург и переводчица конца эпохи Возрождения. Она была известной представительницей католической общины в Англии. Кэ́ри также была первой женщиной, которая написала и опубликовала оригинальную пьесу на английском языке («Трагедия Мариам»»).

## Биография
Элизабет была единственной дочерью и наследницей сэра Лоуренса Танфилда (1551—1625), главного судьи Суда казначейства, и Элизабет, дочери Джайлза Симондеса Клэйского. Она родилась в бывшем Барфордском монастыре в Оксфордшире в 1585 году (или 1586).
Её родители поддерживали любовь дочери к чтению и учёбе. С ранних лет Элизабет проявляла большую способность к изучению языков, овладев французским, испанским, итальянским, латинским, ивритом и венгерским.
В возрасте 15 лет Элизабет выдали замуж за Генри Кэри, позднее ставшего первым виконтом Фолкленд. Когда она переехала в дом своего мужа, её свекровь сообщила, что ей запрещено читать, поэтому вместо этого она решила писать стихи.
В результате изучения религиозных текстов Элизабет, когда ей было около девятнадцати лет, тайно обратилась в католическую веру.
В браке с Генри у Элизабет было одиннадцать детей: Екатерина (1609—1625), Люшиус (1610—1643; стал вторым виконтом Фолклендских островов), Лоренцо (1613—1642), Анна (c.1614-1671), Эдвард (1616—1616), Элизабет (1617—1683), Люси (1619—1650), Виктория (1620—1692), Мэри (1621—1693), Генри (1622-?) и Патрик (1623—1657).
В 1622 году муж Элизабет был назначен заместителем лорда Ирландии, и они переехали в Дублин. Там она общалась с известными местными католиками и покровительствовала католическим писателям.
Когда муж узнал о переходе Элизабет в католицизм, супруги поссорились, в результате чего она покинула Дублин в 1625 году. В этом же году Лоуренс Танфилд исключил её из своего завещания.
В 1626 году Элизабет публично объявила о своем переходе в католицизм, что привело к неудачной попытке её мужа подать на развод. После возвращения мужа в Англию супруги помирились, но продолжали жить отдельно. Элизабет также была лишена права видеться с детьми. Вскоре после смерти мужа в 1633 году она стала опекать своих дочерей и пыталась вернуть сыновей. В 1634 году её дочери также перешли в католицизм. Когда об этом доложили королю Карлу I, он велел разлучить их с матерью и отдать на попечение её сына Люшиуса Кэри.
Одним из самых близких друзей Элизабет Кэри был Уильям Чиллингворт, но после его перехода в протестантизм они поссорились. Джон Марстон в 1633 году посвятил ей собрание своих сочинений.
В 1639 году Элизабет Кэри умерла в Лондоне. Она похоронена в часовне Генриетты Марии в Сомерсет-Хаусе.

## Творчество
Первой работой Элизабет Кэри был оригинальный перевод с французского атласа Авраама Ортелия «Зеркало мира», который она сделала в 1598 году.
Согласно биографии, написанной её дочерью, Элизабет Кэри считала поэзию высшей литературной формой. Первая (возможно, вторая, а первая не сохранилась) её пьеса «Трагедия Мариам» была написана между 1602 и 1604 годами, а опубликована в 1613 году. Она была выполнена в ямбическом пентаметре. Это первая оригинальная пьеса на английском языке, созданная женщиной. В 1626 или 1627 году Кэри написала «Историю жизни, правления и смерти Эдварда II», которая была основанной на исторических событиях политической басней. Эта книга была опубликована только в 1680 году, поскольку в ней излагалась критика фаворитизма, а отношения между Эдуардом II и Пирсом Гавестоном явно противопоставлялись союзу Карла I и Джорджа Вильерса. Некоторые исследователи считают эту работу первой написанной женщиной современной историей на английском языке. Эти два произведения дошли до наших дней.
В 1630 году Элизабет Кэри опубликовала перевод ответа кардинала Перрона на критику его произведений королём Яковом I, но книгу приказали сжечь. После этого она перевела все работы Перрона, однако их не издали. Также она написала стихи о жизни святой Марии Магдалины, святой Агнессы Мученицы и Изабеллы Португальской и многочисленные гимны в честь Богородицы.
Большая часть произведений Элизабет Кэри была со временем утеряна.

## Историография
В XIX веке личность Элизабет Кэри стала культовой среди католиков Англии. В XX веке её биография привлекла внимание исследователей истории английской литературы, а также исследователей истории женщин и феминисток.